# Orthotylus flavinervis
Orthotylus flavinervis is een wants uit de familie van de blindwantsen (Miridae). De soort werd het eerst wetenschappelijk beschreven door Carl Ludwig Kirschbaum in 1856.

## Uiterlijk
De heldergroene, langwerpige wants is altijd macropteer en kan 5 tot 6 mm lang worden. Het lichaam van de wants is bedekt met dunne, zachte lichte haartjes. De kop is geel gekleurd, net als de binnenrand van het einde van het hoornachtige gedeelte van de voorvleugels (cuneus). Het doorzichtige deel van de voorvleugels (het membraan) is grijs met gele aders. De antennes zijn bruingeel, bij het vrouwtje is het eerste segment bruin, bij het mannetje is het zwart gekleurd. De pootjes zijn groen. Veel van de groene Nederlandse Orthotylus-soorten lijken op elkaar. Vaak kan de waardplant uitsluitsel geven over de exacte soort, soms kan naar de lengte van de steeksnuit worden gekeken.

## Leefwijze
De soort kent een enkele generatie in het jaar en overwintert als eitje. De volgroeide wantsen kunnen van mei tot augustus voornamelijk gevonden worden langs oevers, bosranden en broekbossen op zwarte els (Alnus glutinosa) en ook op gewone esdoorn (Acer pseudoplatanus).

## Leefgebied
In Nederland is de soort niet zeldzaam. Het leefgebied is Palearctisch, van Europa tot Azerbeidzjan in Azië.